# Пятихатки (Херсонская область)
Пятихатки (укр. П'ятихатки) — село в Борозенской сельской общине Бериславского района Херсонской области Украины.
Почтовый индекс — 74153. Телефонный код — 5532. Код КОАТУУ — 6520981003.

## Население
Население по переписи 2001 года составляло 313 человек.

### Языковой состав
Родной язык населения по данным переписи 2001 года:
| Язык       | Численность, чел. | Доля     |
| ---------- | ----------------- | -------- |
| Украинский | 311               | 99,36 %  |
| Другое     | 2                 | 0,64 %   |
| Итого      | 313               | 100,00 % |

## Местный совет
74152, Херсонская обл., Великоалександровский р-н, с. Борозенское, ул. Мичурина, 12